# Macleania loeseneriana
Macleania loeseneriana är en ljungväxtart som beskrevs av Hørold. Macleania loeseneriana ingår i släktet Macleania och familjen ljungväxter. Inga underarter finns listade i Catalogue of Life.